# A New Astronomy
A New Astronomy è un album discografico del gruppo musicale italiano Jennifer Gentle, pubblicato nel 2006.
L'album è un concept dedicato all'astronomo Giovanni Paperoni.

## Tracce
1. Lost Aurora
2. Hidden Flower
3. Red Apple Devil
4. Hollow Earth Theory
5. Sex Rituals of the Dead
6. Hiss from Nowhere
7. Cannibal Club
8. Church of the Black Emptiness
9. "What Did You Say?"
10. Classification of Clouds
11. Music from Mars
12. Last Aurora
13. Me and Joe on the Moon